# Dąbie (powiat opoczyński)
Dąbie – wieś w Polsce położona w województwie łódzkim, w powiecie opoczyńskim, w gminie Żarnów.
Wieś wchodzi w skład sołectwa Ławki.
W latach 1975–1998 miejscowość należała administracyjnie do województwa piotrkowskiego.
Wierni Kościoła rzymskokatolickiego należą do parafii św. Łukasza w Skórkowicach.